# Ladislav Hruzík
Ladislav Hruzík (29. září 1922 Ostrava – 12. dubna 1982 Praha) byl český a československý lesní inženýr a politik Komunistické strany Československa, za normalizace ministr lesního a vodního hospodářství České socialistické republiky.

## Biografie
Absolvoval gymnázium a od roku 1942 pracoval jako lesní dělník. Po válce vystudoval lesnický odbor Vysoké školy zemědělské v Brně. V letech 1948–1950 pracoval jako vedoucí polesí Heřmanovice v okrese Krnov, v období let 1950–1952 byl ředitelem lesního závodu v Javorníku, pak v období let 1952–1953 byl kontrolorem lesní správy Lány. Od roku 1954 do roku 1960 zastával post hlavního inženýra správy lesního hospodářství na ministerstvu zemědělství. V letech 1960–1963 byl podnikovým ředitelem Státních lesů Krnov. V letech 1963–1967 působil jako ředitel správy lesního hospodářství ministerstva zemědělství a technický ředitel Oborového ředitelství Státních lesů Praha. Od roku 1968 byl náměstkem československého ministra lesního a vodního hospodářství.
Po provedení federalizace Československa byl 8. ledna 1969 jmenován členem české vlády Stanislava Rázla jako ministr lesního a vodního hospodářství. Funkci si podržel i v následující vládě Josefa Kempného a Josefa Korčáka, 2., 3. a Čtvrté vládě J. Korčáka a setrval na ni až do své smrti roku 1982. Kromě ministerského postu byl i místopředsedou vládní Rady pro životní prostředí a předsedou vládní dislokační komise. Zasedal v zemědělské komisi Ústředního výboru Komunistické strany Československa. V roce 1972 mu byl udělen Řád práce. Byl autorem odborných prací z lesního inženýrství.